# Álex Rodrigo (director)
Álex Rodrigo (Zaragoza, 7 de abril de 1988) es un director, guionista y creador español. Ha dirigido series como La Casa de Papel, Veneno, El Embarcadero y Vis a Vis; y es el creador de series como Libres o El Último Show.

## Carrera
Se trasladó a Madrid con 18 años para estudiar Comunicación Audiovisual en la UCM. Con 19 años (2007) rodó su primera webserie, Pendiente de Título, que le abrió las puertas al mundo profesional: entre 2007 y 2011 trabajó como realizador de series y compositor de jingles publicitarios para distintas productoras.
Con 24 años, en el momento más crudo de la crisis económica, rodó Libres, una historia sobre okupación rural financiada con crowdfounding, que se convirtió en la webserie dramática más premiada a nivel internacional (festivales de Roma, Los Angeles, Vancouver, Melbourne, etc). Tras ella, creó El Partido, una sátira política que ganó el NotodoFilmFest y acabó siendo producida por AtresMedia.
En 2015, con 27 años, dirigió tres capítulos de la serie Vis a Vis. Con el mismo equipo (Alex Pina, Jesús Colmenar, Migue Amoedo) fue director de la serie que supuso un hito en sus carreras, La Casa de Papel. Producida por A3 y Netflix, la serie logró ser el primer fenómeno global en español, llegando a ganar un Premio Emmy Internacional a Mejor Serie Dramática.
En los años siguientes, Álex Rodrigo dirigió episodios de El Embarcadero y Veneno, y también creó, guionizó y dirigió El Último Show. Esta última, concebida como un pequeño proyecto en una televisión autonómica (Aragón TV), fue reconocida como mejor serie del año en el FesTVal y fue luego adquirida por HBO.

## Otros proyectos
Álex Rodrigo ha trabajado como compositor musical en publicidad y ficción. También ha sido saxofonista en diversas bandas musicales, como Falsa Monea o We&Dem, donde experimentaba fusionando estilos.
Del mismo modo, ha realizado videoclips de Tremenda Jauría o VenueConnection, siempre con un estilo narrativo que bebe de la ficción (pequeñas historias, desarrollo de conflictos entre personajes, etc.).
Además del contenido político de sus obras, el director ha participado activamente en el Movimiento por una Vivienda Digna o el sindicato CNT.

## Filmografía

### Series
| Obra                | Año       | Director | Guionista | Otros                         |
| ------------------- | --------- | -------- | --------- | ----------------------------- |
| Pendiente de Título | 2007-2009 | ✅       | ✅        | Creador, compositor, editor.  |
| Tontaco el Último   | 2010      | ✅       | ❌        |                               |
| Libres              | 2012-2013 | ✅       | ✅        | Creador, editor.              |
| El Partido          | 2014-2015 | ✅       | ✅        | Creador                       |
| Vis a Vis           | 2015-2016 | ✅       | ❌        |                               |
| La Casa de Papel    | 2016-2021 | ✅       | ❌        |                               |
| El Embarcadero      | 2018-2019 | ✅       | ❌        |                               |
| El Último Show      | 2019-2020 | ✅       | ✅        | Creador, productor ejecutivo. |
| Veneno              | 2020      | ✅       | ❌        |                               |

### Cortometrajes
| Obra                | Año  | Director | Guionista | Premios                                          |
| ------------------- | ---- | -------- | --------- | ------------------------------------------------ |
| 105 Peldaños        | 2010 | ✅       | ❌        | Mejor Cortometraje en el Festival 36HSF          |
| Los Ojos de Laia    | 2011 | ✅       | ✅        | Mejor Cortometraje en el Festival FENAVID        |
| Un Millón           | 2014 | ✅       | ✅        | Mejor Cortometraje en el Festival Novembre Negre |
| La Nueva Normalidad | 2020 | ❌       | ✅        |                                                  |

## Premios y reconocimientos
- Premio Augusto Talento por toda la carrera profesional, Festival de Cine de Zaragoza, 2019.[4]

### La Casa de Papel
- Premio Mejor Drama, International Emmy 2018.[5]
- Premio Mejor Serie, Premios Fénix, 2018.[6]
- Premio Mejor Dirección, Academia de la TV (IRIS), 2018.
- Premio Mejor Dirección de Ficción, FesTVal 2017.[7]

### El Último Show
- Premio Mejor Ficción, FesTVal, 2020.[8]
- Premio Mejor Guion, Academia de la TV (IRIS), 2020. Nominada[9]

### El Partido
- .Premio a Mejor Guion Iberoamericano, Buenos Aires Webfest, 2017.
- Premio a Mejor Dirección, Marble Awards del diario Libération, 2016.
- Premio a Mejor Webserie, Websur Fest, 2015.[10]
- Premio a Mejor Piloto, NotodoFilmFest, 2014.[11]

### Libres
- Premio a Mejor Serie, Vancouver WebFest, 2014.
- Premio a Mejor Serie Dramática, Marble Awards del diario Libération, 2014.
- Premio a Mejor Serie Dramática, Melbourne WebFest, 2014.
- Premio a Mejor Serie Dramática, Roma Web Awards, 2014
- Premio a Mejor Serie Dramática, Festival Español de Webseries, 2014.